# Повојница
Повојница је пагански обичај, даривања новорођене бебе од стране најближих рођака и пријатеља. Обавља се у најранијим данима у животу детета (негде до недељу дана, а негде до навршених 40 дана живота) или у неким крајевима и након 6 године. Даривање повојнице у вези је са веровањем да ће дете бити срећније у животу и да ће се боље удати или оженити.

## Називи
Повојница — Понуда (Друбље) — Мала и Велика повојница — Мали и Велики кравај или бабине (Сврљиг, Срем, Пирот итд)

## Историја
Даривање повојнице настало је у далекој прошлости као део паганских обичаја, који нису канонизовани и не одвијају се уз учешће свештеника.
Преласком на хришћанство повојницу је заменило крштење детета уз учешће свештеника, али се и поред тога овај култ даривања новорођеног детета задржао и до данас, и паралелно са крштењем спроводи се у многим крајевима.
У неким крајевима Србије као нпр у Тропоњу одмах по рођењу детета повојницу прво доноси свекрва, затим долазе мајка, сестре, кумови и друга родбина и суседи. До Другог светског рата повојницу су искључиво носиле жене, а након тога на повојницу иду и мушкарци.
Уобичајено је да се породиљи доноси петао ако роди мушко дете, а ако је женско кокош (Блато), погача,
црно вино, црни лук и со. Црни лук се носи да би мајка имала млеко. Кравајче (погача) односно бабине се припремају тако што се „наслаже“ на култни хлеб – кравај тј. погачу: „сир, лучек и сол, а нешто се купи и на погачу.“ У појединим крајевима се водило рачуна да „кравај најпре донесе дете „мајћино и баштино“ оно које има живе и оца и мајку како би дете одрасло уз мајку и оца“.
Дете се дарују новцем или одећом, а мајку тканином за хаљину.
Осим тога пазило се да у посету не долазе жене које имају менструацију.

## Врсте повојница
Повојница може бити мала и велика.
Мала повојница
Мала повојница се носи одмах након рођења, и везана је за веровање да ће се дете боље удати или оженити. У Ломници мала повојница се носила од 2 до 6 дана, а у Жижљу ко дође на повојницу ставља пару на дете, а остали укућани на главу детета. Тај новац припада детету.
Велика повојница
Ова повојница одржава се после шест месеци до године дана у Ломници, после годину дана у Витановцу, а чак после шест година у Тропоњу, када се обавља и крштење детета.
На велику повојницу долази родбина са очевима, кум и кума, старојко и суседи. Сви доносе киту цвећа (увезану црвеним концем), погачу и главицу црног лука. Мајка породиље поред ките цвећа доноси печено пиле, печеницу (четвртину јагњета) и пиће. За дете се доноси, капица, платно за кошуљицу и чарапе. Судови донесени са повојницом не враћају се наредних 40 дана.

## Веровања везана за повојницу
У народу постоје следећа веровања везана за повојницу:
- Да што више повојница добије дете да ће бити срећније у животу. Сматра се да је потребно минимално 3 до 5 повојница да би се умилостивио кућни светац.
- У источној Србији постоји веровање да дете које не добије повојницу у првим данима живота неће бити у могућности да се уда или да се ожени.[1]